# ماتياس بير (لاعب اتحاد الرغبي)
ماتياس بير (بالإسبانية: Matías Beer)‏ هو لاعب اتحاد الرغبي أوروغواياني، ولد في 16 ديسمبر 1993.